# Ciemniasta Przełęcz
Ciemniasta Przełęcz (słow. Bránička, Veľká Bránička, niem. Große Kirchenscharte, węg. Nagytemplomcsorba) – wąska, ostro wcięta przełęcz znajdująca się w Zimnowodzkiej Grani w słowackich Tatrach Wysokich. Oddziela ona masywy Ciemniastej Turni i Wielkiego Kościoła, leży w bezpośrednim sąsiedztwie Ciemniastej Igły i Dzwonnicy. Na Ciemniastą Przełęcz nie prowadzą żadne znakowane szlaki turystyczne. Dla taterników, szczególnie od strony Doliny Staroleśnej, stanowi dogodny dostęp do okolicznych wierzchołków.
Polska nazwa Ciemniastej Przełęczy pochodzi od Ciemniastej Turni, natomiast nazwy niemiecka i węgierska od Wielkiego Kościoła.

## Historia
Pierwsze wejścia turystyczne:
- Károly Fodor i Lajos Károly Horn, 28 czerwca 1908 r. – letnie,
- Jadwiga Pierzchalanka i Jerzy Pierzchała, 8 kwietnia 1937 r. – zimowe.